# Parndorfer Platte
Koordinaten: 47° 57′ N, 16° 57′ O

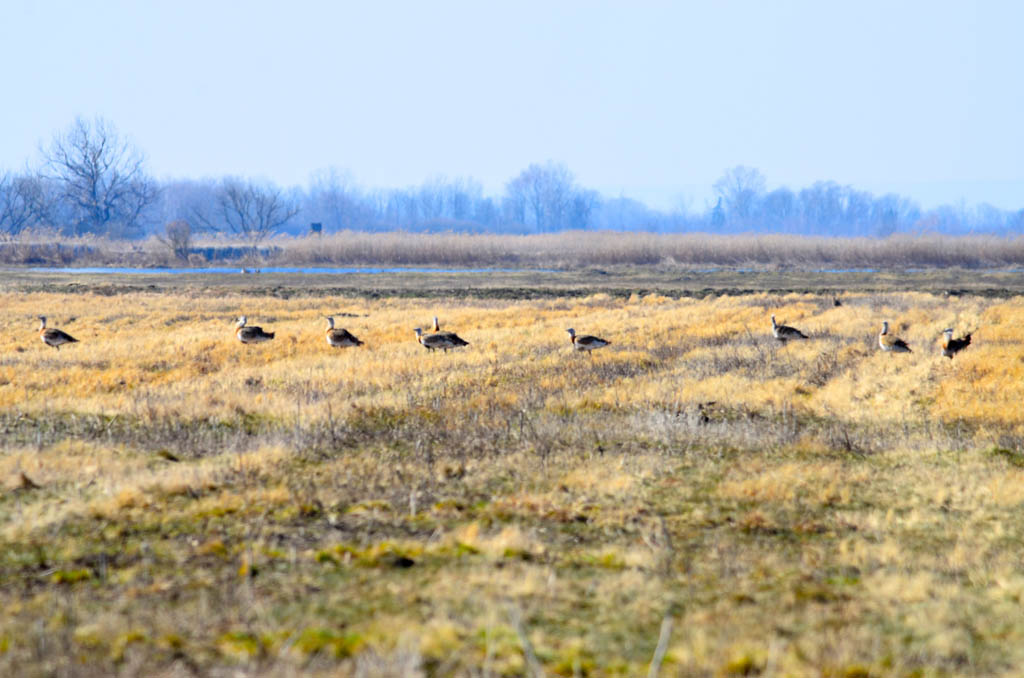
Die Landschaft der Platte (mit Trappen)

Die Parndorfer Platte oder Parndorfer Heide ist eine rund 200 km² große Ebene im nördlichen Burgenland.

## Lage und Landschaft

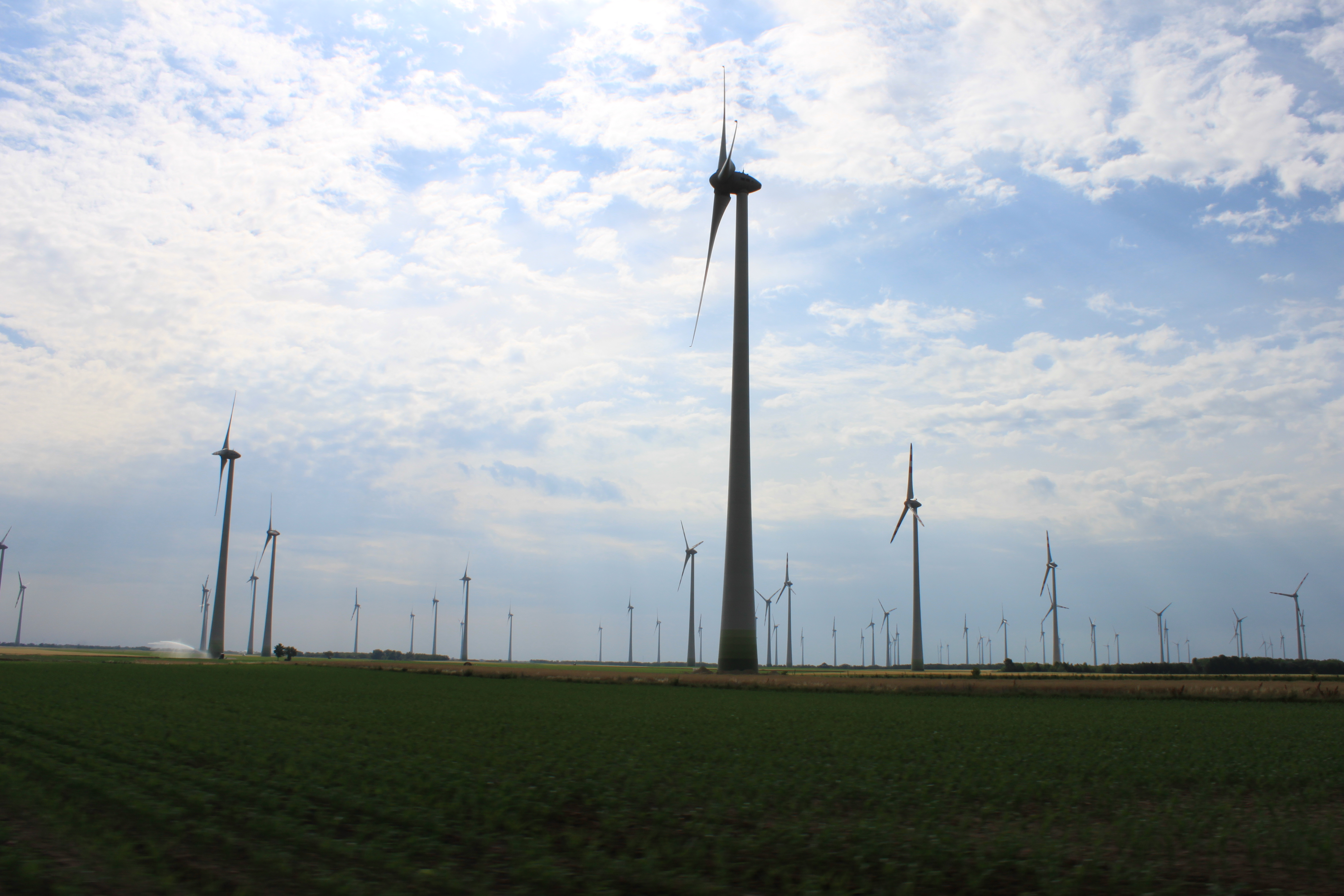
Energietechnische Erschließung (Windpark Andau/Halbturn)

Mit einer Seehöhe von 160 bis 180 m ü. A. liegt sie zwischen Leithagebirge und den Hundsheimer (Hainburger) Bergen am östlichen Rand der Brucker Pforte. Sie bildet damit die Verbindung zwischen den Alpen und den Karpaten wie auch zwischen Wiener Becken und Kleiner Ungarischer Tiefebene (ungarisch Kisalföld).
Nördlich liegt der Leithaboden, südöstlich der Heideboden, die sich beide nach Osten in die Mosoni-sík (Moson-Ebene) der Leitha fortsetzen. Zwischen Leithabergen südwestlich und Hundsheimer Bergen nordwestlich schließt Richtung Westen die Prellenkirchner Flur an. Im Süden fällt die Parndorfer Platte in das Becken des Neusiedler Sees ab.
Der Hauptort ist Parndorf. Sonst ist das Gebiet sehr dünn besiedelt. Es dominieren landwirtschaftlich genutzte Großflächen.
Bedingt durch eiszeitliche Terrassenschotterablagerungen ist das Gebiet nicht sehr wasserreich. Die zum Neusiedler See hin teilweise stark abfallende Terrasse liegt um ca. 30 m höher als die ebenen Gebiete am Neusiedler See und dem Wiener Becken. Es sind Donauschotter, die wahrscheinlich aus dem Mittelpleistozän (Alteiszeit) stammen, die Brucker Pforte ist ein altes Durchbruchstal der Ur-Donau. Ein weiteres Naturphänomen ist der durch die Pforte streichende Wind, die Parndorfer Platte ist eine der windreichsten Binnenregionen Europas. Durch diese Besonderheiten hat sich ein eigenständiges Kleinklima entwickelt. Daher hat die Heide eine spezifische Flora. Aber auch die hier lebende Fauna ist ziemlich einzigartig für Österreich. Unter anderem leben hier die Großtrappe und der Kaiseradler. Daher ist hier das Vogelschutzgebiet Parndorfer Platte – Heideboden (Natura2000) ausgewiesen.
Auf diese besonderen Gegebenheiten im Rahmen des Naturschutzes musste beim Bau der Ostautobahn A4 Rücksicht genommen werden. Eigene Grünbrücken wurden errichtet und verzögerten den Bau.
Die zahlreichen Windkraftanlagen nutzen die Lage, mit einer größeren Windhöffigkeit als die meisten Küstenregionen der Nordsee. Aus diesem Grund errichtete die BEWAG hier mehrere Windparks, sie betrieb hier im Jahr 2010 schon 138 Windkraftanlagen. Ab 2013 waren 150 weitere Windkraftanlagen der 3-MW-Klasse in Bau, davon alleine 79 im Windpark Andau/Halbturn.